# عبد الملك حبار
عبد الملك حبار المعروف بملك حبار (مواليد 6 أكتوبر 1973) هو لاعب كرة قدم محترف فرنسي سابق من أصل جزائري. كان مؤخرًا مدربًا لفريق جي أي درانسي.
لعب على المستوى الاحترافي مع نادي إستر، نادي غويونيون ونادي ستاد رانس في الدوري الفرنسي الدرجة الثانية.